# 酒井悌次郎
酒井 悌次郎（さかい ていじろう、1933年（昭和8年）6月2日 - ）は、日本の政治家。元石川県能美市長（3期）。元寺井町長（3期）。旭日小綬章受章。

## 来歴
石川県寺井町出身。石川県立小松高等学校、金沢大学法文学部卒業。
1994年（平成6年）7月14日、寺井町長の中田良三が健康上の理由により辞職。同年8月28日に行われた寺井町長選挙に出馬し初当選。2002年（平成14年）、3選。
2005年（平成17年）2月1日、能美郡の根上町・寺井町・辰口町の3町が新設合併して能美市が発足。これに伴って2月27日に行われた市長選挙に自民党・民主党・公明党・社民党の推薦を得て出馬し初当選した。2009年（平成21年）、再選。2013年（平成25年）、無投票で3選。
2016年（平成28年）、高齢などを理由に任期満了におこなわれる能美市長選挙に立候補せず、政界を引退。2017年には能美市名誉市民に選ばれた。同年秋の叙勲で旭日小綬章を受章。